# Idioma tübatulabal
El tübatulabal (también llamado tubatulabal), llamado pakaanil por sus propios hablantes es una lengua uto-azteca amenazada y casi extinguida hablada por algunos pocos ancianos en el sur de California.
Existen tres dialectos hablados, uno por cada uno de los tres grupos principales en que se dividen los Tübatulabal.

## Léxico
El léxico es reconocible como claramente uto-azteca. A continuación se dan los cinco primeros numerales, en comanche, otra lengua uto-azteca del grupo yuto, en náhuatl una lengua del grupo azteca, en proto-utoazteca (proto-UA) y en tübatulabal:
| Glosa    | Tübatulabal | Comanche | Náhuatl | proto-UA |
| -------- | ----------- | -------- | ------- | -------- |
| 'uno'    | čič         | simi     | sēm-    | *sēm-    |
| 'dos'    | wō          | waha     | ōme     | *woho    |
| 'tres'   | pāi         | pahi     | ēyi     | *pahi    |
| 'cuatro' | nānau'      | __       | nāwi    | *nāw-    |
| 'cinco'  | māhaižiya   | mo'opeka | mākwil- | *mā-     |